# Heteroclitopus ferreirae
Heteroclitopus ferreirae là một loài bọ cánh cứng trong họ Bọ hung (Scarabaeidae).